# Der Zug (1964)
Der Zug  (Originaltitel The Train) ist ein 1964 in schwarz-weiß gedrehter, US-amerikanisch-französisch-italienischer Kriegsfilm von John Frankenheimer. Er schildert die Bemühungen von Mitgliedern der Résistance, einen Zug der deutschen Wehrmacht mit in Frankreich geraubten Kunstwerken aufzuhalten.
Der Film war 1966 für einen Oscar in der Kategorie Bestes Original-Drehbuch nominiert.

## Handlung
Paris im August 1944. Der Deutsche Oberst von Waldheim ist Kunstliebhaber und hat während der deutschen Besatzung eine Sammlung der bedeutendsten französischen Gemälde u. a. von Cézanne, Picasso und Miró aus der Galerie nationale du Jeu de Paume zusammengetragen, um sie nun – zum Entsetzen der französischen Kuratorin Mademoiselle Villard – angesichts der heranrückenden Alliierten mit einem eigens bestellten Güterzug in das Deutsche Reich zu transportieren. Seinen Vorgesetzten gegenüber begründet er das mit deren unermesslichem Marktwert.
Mademoiselle Villard bittet Paul Labiche, Mitarbeiter der französischen Eisenbahngesellschaft und Mitglied der Résistance, diesen Transport mit allen Mitteln bis zum Eintreffen der Alliierten zu verzögern. Die Notwendigkeit dieser Maßnahme begründet sie damit, dass die Seele der französischen Nation in diesen Kunstwerken ruhe.
Labiche engagiert den erfahrenen Lokomotivführer Papa Boule, der zwar keinen Kontakt zur Résistance hat, aber den Verlust der Kunstwerke dennoch verhindern möchte. Boule blockiert die Schmierung der Pleuellager seiner Dampflokomotive, die wie erwartet einige Kilometer später fahruntüchtig liegenbleibt. Seine Sabotagemaßnahme wird jedoch vom deutschen Major Herren entdeckt. Obwohl Labiche sich für Boule einsetzt, sein Handeln zu erklären versucht, wird Boule erschossen.
In Nachtarbeit wird die Lokomotive repariert und auf Anweisung von Oberst von Waldheim nun mit Labiche als Lokomotivführer besetzt. Labiche fährt die Lokomotive nach Rive-Reine, wird unterwegs von einem Jagdflugzeug der Alliierten – eine Spitfire – angegriffen und kann sich gerade noch in einen Tunnel retten. Weil er nach der durchwachten Nacht völlig übermüdet ist, wird er in Rive-Reine im Hôtel de la Gare nahe dem Bahnhof einquartiert und soll dort den verpassten Schlaf nachholen, damit er den Zug am nächsten Morgen sicher nach Deutschland fahren kann. Labiche hat aber mit Hilfe der Résistance einen Plan ausgeklügelt: Der Zug soll tatsächlich einen großen Kreis fahren, während die Namensschilder der Bahnhöfe ausgetauscht oder überdeckt werden, um den mitfahrenden deutschen Soldaten unter Hauptmann Schmidt eine planmäßige Fahrt nach dem deutschen Zweibrücken vorzutäuschen. Damit dieser Plan gelingt, muss auch der Bahnmitarbeiter Maurice in Metz sich an der Aktion beteiligen. Dieser ist dazu nur bereit, wenn er zuvor von Labiche angerufen wird. Um dieses Telefonat zu führen, verlässt Labiche heimlich das Hotel, was der Hotelwirtin Christine nicht entgeht.
Während Labiche auf dem Weg zum Bahnhof über Mauern klettern muss, legt Ingenieur Pesquet, auch er ein Mitglied der Résistance, Feuer an den Einfüllstutzen des Tanks eines deutschen Lastwagens, der daraufhin explodiert. Oberst von Waldheim verdächtigt erst einmal Labiche, bei dieser Sabotageaktion die Hände im Spiel zu haben. Es gelingt Labiche noch, im Dienstraum des Bahnhofs das Telefongespräch mit Maurice in Metz zu führen. Damit ist das Gelingen der Umleitungsaktion für den Zug mit den Gemälden gesichert. Von Waldheim befiehlt Hauptmann Schmidt und zwei Soldaten, nach Labiche zu suchen. Sie dringen in sein Hotel ein und brechen die Tür seines Zimmers auf, als er auf ihr Klopfen und Rufen nicht reagiert. Schließlich finden sie ihn in der Küche, wo er scheinbar seelenruhig eine Mahlzeit verzehrt, die Christine für ihn vorbereitet hat. Sie rettet ihn, indem sie den Soldaten wahrheitswidrig erklärt, er sitze schon eine ganze Weile beim Essen.
Als der Zug am nächsten Morgen wieder im Großraum Paris eintrifft, wird ein Unfall inszeniert: Labiche lässt seinen Heizer zunächst während der Fahrt den Zug abkuppeln, so dass die Waggons an Fahrt verlieren, während die nun solo fahrende Lokomotive einigen Vorsprung bekommt. Nach einigen hundert Metern gibt Labiche Volldampf und beide springen von der Lokomotive ab, die kurz darauf mit hoher Geschwindigkeit die querstehende Lokomotive eines kleinen Güterzuges rammt, den der dortige Stationsvorsteher kurz zuvor an einer Weiche absichtlich entgleisen ließ. Kurz darauf rollen die Wagen mit der Ladung in den Unfall. Eine weitere Lokomotive, hinter dem Zug in Fahrt gebracht, zerstört ebenfalls führerlos den letzten Wagen des Zuges und tötet dabei die deutsche Begleitmannschaft unter Hauptmann Schmidt. Die Güterwagen mit den Kunstwerken sind unbeschädigt, jedoch zwischen den zwei Karambolagen unbewegbar eingekeilt. Die Deutschen erschießen kurzerhand alle unmittelbaren Beteiligten der Aktion, die sie fassen können, und lassen einen Schienendrehkran aus Paris kommen, um die Strecke wieder frei zu machen.
Labiche ist mittlerweile desillusioniert, und als die Résistance auch noch die Nachricht erhält, dass sich das Eintreffen der Alliierten in Paris verzögere, weil man als „Geste guten Willens“ den Franzosen den Einmarsch überlassen würde, fragt er, wo denn die Geste gegenüber den Résistance-Mitgliedern bleibe, die sich umsonst geopfert hätten, und zweifelt daran, ob die Kunstgemälde den Tod so vieler überhaupt rechtfertigen könnten. Dennoch unternimmt die Résistance eine weitere Operation: Sie bringt die Deutschen mit einem falschen Fliegeralarm dazu, alle Lichter zu löschen, und streicht anschließend im Dunkeln die Dächer von drei Waggons weiß, als Zeichen für die alliierten Flugzeuge, diesen Zug nicht zu bombardieren. Das Unternehmen fliegt jedoch auf, zwei Widerstandskämpfer sterben, und als mehrere Bomber den Bahnhof überfliegen, ohne jedoch anzugreifen, erkennt von Waldheim den Zweck der weißen Farbe und benutzt sie als Schutzmaßnahme für den Transport.
Nun fahren Oberst von Waldheim und Major Herren selbst im Zug mit und haben ringsum auf dem Umlaufblech der Dampflokomotive französische Zivilisten als Geiseln platziert. Es gelingt Labiche, einen steilen Hügel zu überwinden, so die Strecke abzukürzen, den Zug zu überholen und eine Sprengladung im Gleis anzubringen. Als er die mitfahrenden Geiseln sieht, löst er aus Rücksicht auf sie die Sprengladung so früh aus, dass nur das Gleis beschädigt wird. Es wird innerhalb einer Stunde repariert. Diese Pause genügt ihm, weiter vorn auf der Strecke die Schienenstühle einer Schiene vollständig zu lösen. Ein Vorauskommando der Deutschen bemerkt die Maßnahme zu spät, die umkippende Schiene lässt die gesamte Lok ins Schotterbett entgleisen.
Nun benötigte man erneut einen Kran, der aber nicht mehr so schnell verfügbar ist. Die Zeit drängt, da die Alliierten auf Paris zumarschieren. Das deutsche Begleitkommando unter Major Herren erkennt die Ausweglosigkeit, erschießt die französischen Geiseln und setzt sich auf Lastwagen der Wehrmacht ab, die auf der benachbarten Straße vorbeifahren. Oberst von Waldheim kann sich von den Kunstwerken nicht trennen und bleibt zunächst allein an Ort und Stelle. Labiche kommt aus seinem Versteck hervor und wird von von Waldheim gestellt, der ihm zu seinem Sieg gratuliert, ihn jedoch auch fragt, ob denn die Gemälde das alles wert gewesen seien. Labiche schweigt nur, während von Waldheim ausführt, dass die Gemälde letztlich doch ihm gehören würden, weil nur er ihren Wert zu schätzen wisse. Labiche wirft einen Blick auf die toten Geiseln, erschießt von Waldheim und verlässt den entgleisten Zug und seine Fracht zu Fuß.

## Synchronisation
Die deutsche Synchronisation entstand im Auftrag der Ultra-Film Synchron GmbH in München.
Helmo Kindermann spricht in der deutschen Synchronisation Paul Scofield in der Rolle des Antagonisten Oberst von Waldheim, hat aber auch als Schauspieler in einer Szene mit Scofield eine kleine Nebenrolle als deutscher Ordonnanzoffizier. Kindermann spricht in der englischen Version seine Rolle selbst, in der deutschen Version wird er von Manfred Andrae synchronisiert.
| Darsteller        | Figur                              | Deutscher Sprecher          |
| ----------------- | ---------------------------------- | --------------------------- |
| Burt Lancaster    | Paul Labiche                       | Arnold Marquis              |
| Paul Scofield     | Oberst von Waldheim                | Helmo Kindermann            |
| Jeanne Moreau     | Christine                          | Rosemarie Fendel            |
| Suzanne Flon      | Mademoiselle Villard               | Ilse Künkele                |
| Michel Simon      | Lokführer „Papa“ Boule             | Werner Lieven               |
| Wolfgang Preiss   | Major Herren                       | synchronisierte sich selbst |
| Albert Rémy       | Feuerwehrmann Didont               | Horst Naumann               |
| Charles Millot    | Ingenieur Pesquet                  | Kurt Eugen Ludwig           |
| Richard Münch     | General von Lubitz                 | synchronisierte sich selbst |
| Jacques Marin     | Jacques                            | Leo Bardischewski           |
| Paul Bonifas      | Spinet                             | Erik Jelde                  |
| Jean Bouchaud     | Hauptmann Schmidt                  | Til Kiwe                    |
| Jean-Pierre Zola  | Octave                             | Anton Reimer                |
| Arthur Brauss     | Oberleutnant Pilzer                | Hannes Gromball             |
| Howard Vernon     | Leutnant Dietrich                  | Wolf Rahtjen                |
| Jean-Claude Bercq | Major (Führer der Fahrzeugkolonne) | Klaus Kindler               |
| Gérard Buhr       | Obergefreiter                      | Heinz Palm                  |
| Victor Beaumont   | Offizier                           | Heinz Palm                  |
| Helmo Kindermann  | Ordonnanzoffizier                  | Manfred Andrae              |

## Hintergrund

### Konzeption und Mitwirkende
Das mehrfach (u. a. vom nicht genannten Walter Bernstein) umgeschriebene Drehbuch war durch Rose Vallands Sachbuch Le Front de l’Art 1939–1945 inspiriert. Obwohl ursprünglich Regisseur Arthur Penn das Projekt an Burt Lancaster herangetragen hatte, erwirkte Lancaster wenige Tage nach Drehbeginn Penns Entlassung und holte John Frankenheimer in das Projekt, um dem Film die von Lancaster gewünschte, action-orientierte Gewichtung zu geben. Frankenheimer und Lancaster hatten zuvor bereits in den Filmen Die jungen Wilden, Der Gefangene von Alcatraz und Sieben Tage im Mai zusammengearbeitet.
Die gezeigten Zusammenstöße der Lokomotiven sind für die Aufnahmen real durchgeführt worden.

### Dreharbeiten
Der Film wurde ausschließlich in Frankreich gedreht: Im Pariser Speckgürtel (Stadt Paris, Département Seine-Saint-Denis, Département Seine-et-Marne und Département Yvelines) sowie in der Normandie (Département Seine-Maritime und Département Eure).
Aufgrund der französischen Filmförderung – und deren dazugehörigen Auflagen – musste der Film in zwei verschiedenen Sprachfassungen gedreht werden: in einer englischen und französischen Fassung. Die Dreharbeiten begannen im August 1963. Als das Drehbuch für mehrere Wochen überarbeitet wurde, nahm sich Lancaster eine Auszeit, um am 28. August 1963 beim Marsch auf Washington teilzunehmen können. Im Winter 1963 waren die Innenaufnahmen bereits abgeschlossen. Die Außenaufnahmen mussten allerdings zu jener Jahreszeit pausiert werden, da die Bäume ihr Laub abgeworfen haben. Sämtliche Versuche, die Bäume mit falschem Laub zu versehen, waren erfolglos geblieben. Dadurch mussten die Dreharbeiten bis in den Frühling 1964 hinein pausiert werden. Frankenheimer nutzte die wetterbedingte Drehpause für den Filmschnitt. Laut dem Variety-Magazin sollen bei der Bombardierung des Rangierbahnhofs Vaires über 30 Eisenbahnwaggons und rund 15 Filmkameras zerstört worden sein.
Wann die Dreharbeiten endgültig beendet wurden, bleibt unklar. Laut der Variety sollten die Dreharbeiten zunächst Anfang Juni 1964 abgeschlossen werden, wurden dann aber kurz darauf um etwa drei Wochen verschoben. Ende August 1964 berichtete Variety wiederum, dass die Dreharbeiten „kürzlich“ nach 151 Drehtagen beendet worden waren.

### Fahrplan
Die folgende Übersicht stellt die – von den deutschen Besatzern – geplante Strecke und die – von der Résistance – gefahrene Strecke des Sonderzuges sowie die realexistierende Bahnhöfe bzw. Orte gegenüber (in chronologischer Reihenfolge des Films):
| geplante Strecke  | gefahrene Strecke | realexistierender Bahnhof/Ort                                        | Szene im Film |
| ----------------- | ----------------- | -------------------------------------------------------------------- | --- |
| Paris             | Paris             | Paris, Güterbahnhof in Maison-Blanche im 13. Arrondissement (a)      | Verladung der Raubkunst in den Waggons; Beginn der Zugfahrt                                                                    |
| Vaires            | Vaires            | Güterbahnhof in Vaires-sur-Marne und Güterbahnhof in Gargenville (b) | Bombardierung durch die Alliierten                                                                                             |
| Rive-Reine        | Rive-Reine        | Bahnhof in Acquigny                                                  | Sonderzug hält wegen eines Schadens am fiktiven Bahnhof Rive-Reine, „Papa“ Boule inspiziert seine Lok                          |
| Vaires            | Vaires            | siehe oben                                                           | Reparatur der Lok |
| (Rückfahrt)       | (Rückfahrt)       | Waldgebiet (Forêt de la Londe-Rouvray) südlich von Rouen (c)         | Die reparierte Lok wird auf dem Weg zum Bahnhof Rive-Reine von einer Spitfire angegriffen                                      |
| Rive-Reine        | Rive-Reine        | siehe oben (d)                                                       | Labiche erhält den Befehl die Lok führen zu müssen, Ausruhen im Hotel, Sabotage-Aktionen am Bahnhof                            |
| Montmirail        | Montmirail        | Bahnhof in Elbeuf (e)                                                | Zugdurchfahrt |
| Châlons-sur-Marne | Châlons-sur-Marne | Bahnhof in Louviers (e)                                              | Zugdurchfahrt |
| Sainte-Menehould  | Sainte-Menehould  | unbekannt                                                            | Zugdurchfahrt nach einer nächtlichen Bombardierung                                                                             |
| Verdun            | Verdun            | unbekannt                                                            | Zugdurchfahrt |
| Metz              | Metz              | unbekannt                                                            | Zugdurchfahrt nach einer nächtlichen Bombardierung, Wechsel der Fahrtrichtung                                                  |
| Rémilly           | Pont-à-Mousson    | unbekannt                                                            | Zugdurchfahrt |
| Saint-Avold       | Commercy          | Bahnhof in Louviers                                                  | planmäßiger Halt im vermeintlichen Saint-Avold, Hauptmann Schmidt telefoniert mit Oberst von Waldheim                          |
| Zweibrücken       | Vitry-le-François | Bahnhof in Provins                                                   | Zugdurchfahrt |
| –                 | Rive-Reine        | siehe oben (d)                                                       | planmäßige Kollision mit einer entgleisten Lok, wenige Minuten später rollen die Güterwagen des Sonderzuges in den Bahnhof ein |

### Produktionskosten
Der anfängliche Fehlstart durch die Entlassung von Arthur Penn, die Überarbeitung des Drehbuchs sowie die actionlastigen Szenen und die wetterbedingten Verzögerungen führten zu einer massiven Kostenüberschreitung. Die Filmproduktionsgesellschaft United Artists sah sich dadurch veranlasst, die Produktion verstärkt zu überwachen. Im Februar 1965 berichtete die Variety die endgültigen Budgetkosten von 5,8 Millionen US-Dollar. Laut Frankenheimer soll das Budget um nicht mehr als 600.000 US-Dollar überschritten worden sein. In weiteren Quellen werden Budgetkosten in Höhe von 6,7 Millionen US-Dollar genannt.

### Historische Bezüge
Der Film basiert auf dem 1961 erschienenen Buch Le front de l'art 1939–1945 von Rose Valland. Während der Besatzungszeit arbeitete sie als Kuratorin im Museum Jeu de Paume. Für die Rauborganisation in den besetzten Gebieten war der Einsatzstab Reichsleiter Rosenberg (ERR) zuständig, die nicht nur Kunstgegenstände, sondern auch Möbel beschlagnahmte. Für die besetzten Gebiete in Frankreich diente das Museum Jeu de Paume als Umschlagsort für geraubte Kunstwerke. Rose Valland machte sich Aufzeichnungen über die Einzelheiten des Kunstraubes und pflegte Verbindungen zur Résistance. Nach dem Krieg konnte sie zur Aufklärung der Verbrechen beitragen.
Am 1. August 1944 – wenige Tage vor der Befreiung von Paris – organisierte der ERR auf Befehl von Hermann Göring den Transport von Möbeln und Kunsterwerken, die mit Lastwagen aus dem Museum Jeu de Paume zum Bahnhof Aubervilliers transportiert wurden. Zuvor zerstörten die deutschen Besatzer auf dem Museumsgelände zahlreiche Kunstwerke, die von den deutschen Besatzern als „Entartete Kunst“ angesehen wurden – darunter Werke von Pablo Picasso oder Georges Braque. Im Gegensatz zu der im Film dargestellten Action und Dramatik wurde die Kunstsendung, die die Deutschen Besatzer am 1. August 1944 aus Paris abtransportieren wollten, von der französischen Résistance mit einer endlosen Flut von Papierkram und bürokratischen Hürden aufgehalten und kam nicht weiter als bis zu einem Rangierbahnhof wenige Kilometer außerhalb von Paris. Ende August 1944 beschlagnahmte Lieutenant Alexandre Rosenberg von den Forces françaises libres (FFL) zufällig den Zug der ERR (Zug-Nr. 40044) am Bahnhof in Aulnay-sous-Bois. Als seine Soldaten die Türen der 31 Waggons öffneten, sah er überraschend viele geplünderte Kunstwerke, die einst im Haus und in der Galerie seines Vaters, des Pariser Kunsthändlers Paul Rosenberg, ausgestellt waren. Darunter von Pablo Picasso, Pierre-Auguste Renoir, Georges Braque und Paul Cézanne. Die deutschen Soldaten, die den Zug begleiteten, waren erschöpft und ergaben sich freiwillig.
In der Eröffnungssequenz des Films sind vor allem Gemälde zu sehen, die in Wirklichkeit nicht von den Deutschen Besatzern geplündert wurden, wie z. B. Nafea faa ipoipo von Paul Gauguin.

### Veröffentlichung
Der Zug spielte in den USA rund 3 Millionen US-Dollar und in anderen Ländern rund 6 Millionen US-Dollar ein. Der Film erlebte am 23. September 1964 in Frankreich seine Premiere. Dort verzeichnete der Film insgesamt 3.488.567 Kinozuschauer. Am 6. November 1964 startete der Film in den bundesdeutschen Kinos sowie am 15. Juli 1966 in den Kinos der DDR.
Deutsch synchronisiert erschien der Film im September 2003 beim Verleih Metro-Goldwyn-Mayer auf DVD, im November 2016 folgte beim Anbieter FilmConfect eine deutschsprachige Blu-ray-Ausgabe. Beide Ausgaben erschienen unter dem englischen Originaltitel The Train und erhielten von der FSK keine Jugendfreigabe. 2021 erschien von HanseSound Musik und Film unter dem deutschen Titel Der Zug eine weitere Blu-ray- und DVD-Ausgabe sowie eine limitierte Mediabook-Ausgabe, auch diese erhielten von der FSK keine Jugendfreigabe.

## Rezeption
Der Zug erhielt ein gutes Presseecho, was sich auch in den Auswertungen US-amerikanischer Aggregatoren widerspiegelt. So erfasst Rotten Tomatoes fast ausschließlich positive Besprechungen und ordnet den Film dementsprechend als „Frisch“ ein. Laut Metacritic fallen die Bewertungen im Mittel „Grundsätzlich Wohlwollend“ aus.

„Der Film schildert die Bemühungen der Widerstandsbewegung, den Abtransport zu verhindern. Er zeigt sich dabei mehr an Spannung interessiert als an einer tieferen Ausleuchtung der Konflikte. In seiner technisch perfekten, nüchternen Machart verdient der Film Beachtung.“

1966 wurden Franklin Coen und Frank Davis für den Oscar für das Beste Drehbuch nominiert.

## Weiterführende Informationen
Siehe auch
- Die Thematik wird im Computerspiel The Train: Escape to Normandy aus dem Jahre 1987 aufgegriffen.

Literatur
- Eberhard Urban: Die Eisenbahn als Filmstar. Transpress, Stuttgart 2015, ISBN 978-3-613-71511-0 (im Buch unzutreffend: 978-3-613-7171511-0), S. 86 f.
- Rose Valland: Le Front de l’Art 1939–1945. Éditions Plon, Paris 1961.

Weblinks
- Der Zug bei IMDb
- Der Zug in der Deutschen Synchronkartei

Belege
1. 1 2 3  Der Zug. In: Lexikon des internationalen Films. Filmdienst, abgerufen am 4. Dezember 2023.
2. ↑  Urban, S. 86, gibt als Entstehungsjahr 1963 an.
3. 1 2  Der Zug. In: Deutsche Synchronkartei. Abgerufen am 4. Dezember 2023.
4. 1 2  Der Zug in der Internet Movie Database.
5. ↑  Interview mit Arthur Penn aus dem Jahre 2004 in Bright Lights Film Journal, Nummer 65, August 2009, abgerufen am 13. November 2011.
6. ↑  Urban, S. 86.
7. 1 2 3  The Train (1965). In: American Film Institute Catalog. Abgerufen am 4. Dezember 2023 (englisch).
8. ↑  Movie locations of The Train. In: reelstreets.com. Abgerufen am 4. Dezember 2023 (englisch).
9. ↑  Kate Buford: Burt Lancaster – An American Life. Da Capo, New York 2001, ISBN 978-0-306-81019-0, S. 240.
10. ↑  Corinne Bouchoux: "Si les tableaux pouvaient parler”… Le traitement politique et médiatique des retours d'œuvres d’art pillées et spoliées par les nazis (France 1945–2008). Université d'Angers, 2011, abgerufen am 4. Dezember 2023.
11. ↑  Begleitheft zum Film The Train [DVD], MGM Home Entertainment.
12. ↑  Patricia Cohen und Tom Mashberg: Family, ‘Not Willing to Forget,’ Pursues Art It Lost to Nazis. In: The New York Times. 27. April 2013, abgerufen am 4. Dezember 2023.
13. ↑  Tino Balio: United Artists – The Company That Changed the Film Industry. University of Wisconsin Press, Madison 1987, ISBN 978-0-299-11440-4, S. 279.
14. ↑  Le Train (1964). In: cbo-boxoffice.com. Abgerufen am 4. Dezember 2023.
15. 1 2  Der Zug. In: Rotten Tomatoes. Fandango, abgerufen am 27. Dezember 2024 (englisch, aggregiert aus 18 Kritiken).
16. 1 2  Der Zug. In: Metacritic. Abgerufen am 27. Dezember 2024 (englisch, aggregiert aus 16 Kritiken).
17. ↑  Lucia Bozzola: Kritik zu Der Zug (Memento vom 22. Oktober 2020 im Internet Archive) bei AllMovie (englisch)